# Coridorul Ialomiței (sit SPA)
Coridorul Ialomiței este o arie protejată (arie de protecție specială avifaunistică — SPA) din România întinsă pe o suprafață de 25.307,9 ha, integral pe uscat.

## Localizare
Situl se întinde pe teritoriile administrative ale județelor Ialomița (Adâncata, Albești, Alexeni, Andrășești, Axintele, Țăndărei, Balaciu, Bărbulești, Bărcănești, Borănești, Bucu, Buești, Căzănești, Ciochina, Ciulnița, Cosâmbești, Coșereni, Dridu, Fierbinți-Târg, Ion Roată, Maia, Manasia, Mărculești, Moldoveni, Munteni-Buzău, Ograda, Perieți, Platonești, Rădulești, Sălcioara, Sărățeni, Săveni, Sfântu Gheorghe, Slobozia, Sudiți, Urziceni) și Prahova (Balta Doamnei, Berceni, Brazi, Ciorani, Cocorăștii Colț, Drăgănești, Dumbrava, Gherghița, Gorgota, Șirna, Olari, Puchenii Mari, Râfov, Târgșoru Vechi, Tinosu, Valea Călugărească).  Centrul sitului Coridorul Ialomiței este situat la coordonatele 44°38′51″N 26°46′48″E / 44.647369°N 26.780069°E.

## Înființare
Situl Coridorul Ialomiței a fost declarat arie de protecție specială avifaunistică (ROSPA0152) în septembrie 2016 pentru a proteja mai multe specii de păsări.

## Biodiversitate
Situată în ecoregiunea continentală și stepică a văii Ialomiței, aria protejată nu include niciun habitat protejat.
La baza desemnării sitului se află 27 specii de păsări protejatela nivel european sau aflate pe lista roșie a IUCN; astfel: uliu cu picioare scurte (Accipiter brevipes), uliu păsărar (Accipiter nisus), pescăruș albastru (Alcedo atthis), rață roșie 
(Aythya nyroca), șorecar comun (Buteo buteo), șorecar mare (Buteo rufinus), barză neagră (Ciconia nigra), dumbrăveancă (Coracias garrulus), ciocănitoare neagră (Dryocopus martius), ciocănitoare de stejar (Dendrocopos medius), egretă mică (Egretta garzetta), ortolan (Emberiza hortulana), vânturel de seară (Falco vespertinus), ciocârlan (Galerida cristata), codalb (Haliaeetus albicilla), acvilă pitică (Hieraaetus pennatus), stârc pitic (Ixobrychus minutus), sfrâncioc roșiatic (Lanius collurio), sfrânciocul cu frunte neagră (Lanius minor), ciocârlie de pădure (Lullula arborea), codobatură albă (Motacilla alba), codobatură galbenă (Motacilla flava), stârc de noapte (Nycticorax nycticorax), pițigoi albastru (Parus caeruleus), pițigoi mare (Parus major), viespar (Pernis apivorus), ciocănitoare verzuie (Picus canus) și silvie porumbacă (Sylvia nisoria).